# Morienval
Morienval é uma comuna francesa na região administrativa de Altos da França, no departamento de Oise. Estende-se por uma área de 25,74 km². Em 2010 a comuna tinha 1 096 habitantes (densidade: 42,6 hab./km²).